# Black Flag
Black Flag ([blæk flæg], укр. чорний прапор) — хардкор-панк-гурт з Каліфорнії, США, що існував  від 1976 до 1986 року. Спочатку мав назву «Panic». Склад колективу змінювався протягом усього творчого шляху, єдиним постійним його учасником залишався гітарист Грег Джинн. Гурт справив величезний вплив на сучасну панк-культуру. Його вважають одним із засновників нового музичного напряму — хардкор-панку. На противагу комерційній музиці, яку підтримують великі звукозаписні компанії, пропагуючи її у всіляких журналах і на музичних радіостанціях, Black Flag принципово відмовлявся від усього цього, таким чином заклавши основу нової панківської субкультури DIY (Do It Yourself), а також заснував свій власний лейбл SST Records після відмови від випуску платівок гурту. Музиканти не залежали від жодної комерційної організації. Також гурт справив вплив на пізніші колективи, що грали метал і гранж, надихнувши своєю творчістю такі відомі колективи як Nirvana, Melvins, Soundgarden, Slayer, Eyehategod та ін.. Після розпаду колективу 1986 року, Black Flag знову об'єднувався ненадовго 2003 і 2013 року.
У своїй музиці Black Flag змішав сиру простоту Ramones із атональними гітарними соло й частими змінами темпу. Тексти писав переважно Джинн. Подібно до інших панк-рок-гуртів кінця 1970-х—початку 80-х років, Black Flag висловив анти-авторитарну і нонконформістську позицію, яка в піснях перемежовується з описами соціальної ізоляції, неврозу, бідності та параної. Ці теми розвинув Генрі Роллінз, коли приєднався до гурту як вокаліст 1981 року. Більшість матеріалу вийшла на незалежному лейблі Джинна SST Records.
Протягом 1980-х років Black Flag змінив звучання і, як наслідок, втратив більшу частину ранньої аудиторії. Музиканти були не лише одними з творців хардкор-панку, але й ініціаторами першої хвилі панк-року американського Західного Берегу. Також вважають, що їхній вплив був ключовим на розвиток панк-субкультури в Сполучених Штатах і за кордоном. Поряд з тим, вони були одним із перших панк-рок гуртів, що включили в музику елементи і вплив мелодій і ритму важкого металу, часто також помітні  фрі-джаз, брейкбіт і сучасні класичні елементи в їх звучанні, особливо в грі на гітарі Джинна, в їхній творчості багато інструментальних фрагментів. Вони вже виконували довші, повільніші й складніші пісні, тоді як інші гурти в їх середовищі все ще грали сирі, швидкі бойовики з трьох акордів. Як результат, їхня велика дискографія є стилістично різноманітнішою, ніж у багатьох інших тогочасних колективів. 
Black Flag залишається гуртом, шанованим у панк-субкультурі, перш за все завдяки невтомному просуванню DIY панк-етики та естетики. Колектив часто розглядають як піонера руху андерграундних незалежних лейблів, які процвітали серед панк рок-гуртів 1980-х. 

## Історія

### Ранні роки (1976—1981)
Це ставлення до роботи виявилось занадто складним для деяких ранніх членів. Джин і співак Кіт Морріс ніяк не могли знайти постійного бас-гітариста, і часто репетирували без басиста, фактор, який сприяв розвитку самобутньої гітарного звуку Джинна. Брат Джинна Раймонд Петтібон і продюсер SST house заповняли ці пробіли під час репетицій.
Чаку Дьюковському, басисту  Würm, сподобався гурт Джинна й він зрештою приєднався. Разом вони сформували квартет, в якому крім них двох були ще Морріс і барабанщик Браєн Мігдоль. .

## Дискографія
Студійні альбоми
- Damaged (1981)
- My War (1984)
- Family Man (1984)
- Slip It In (1984)
- Loose Nut (1985)
- In My Head (1985)
- What The… (2013)